# Helen Zimmern
Helen Zimmern (* 25. März 1846 in Hamburg; † 11. Januar 1934 in Florenz) war eine englische Schriftstellerin und Übersetzerin.

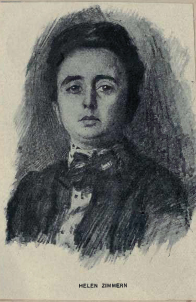
Helen Zimmern

## Leben
Zimmern wurde in Hamburg geboren. Sie kam schon als Kind nach England, wurde 1868 Mitarbeiterin der Wochenschrift Once a week und gab gesammelte Erzählungen unter den Titeln: Stories in precious stones (1873), Told by the ways (1874), Half-hours with French novelists (1881, 2 Bde.) und Stories from foreign novelists (2. Aufl. 1885) heraus. Sie war auch Mitarbeiterin verschiedener angesehener Zeitschriften.
Ernstere Arbeiten von ihr sind: Schopenhauer, his life and philosophy (1876), die erste selbständige Darstellung des deutschen Philosophen in England, sowie ihre Lessing-Biographie: G. E. Lessing, his life and his works (1878; deutsch, Celle 1879), die auch in Deutschland Anerkennung fand. Sie übersetzte Lessings Hamburgische Dramaturgie (1879) und Stücke aus Firdusi (1883). Friedrich Nietzsche traf sie mehrfach in dessen Urlaubsort Sils-Maria; als spätere Übersetzerin und Kommentatorin mehrerer seiner Schriften spielte sie eine Rolle in der frühen englischsprachigen Nietzsche-Rezeption.